# Liste der Kulturdenkmäler in Hamburg-Hammerbrook
Die Liste der Kulturdenkmäler in Hamburg-Hammerbrook enthält die in der Denkmalliste ausgewiesenen Denkmäler auf dem Gebiet des Stadtteils Hammerbrook der Freien und Hansestadt Hamburg.
Basis ist der Datensatz Denkmalliste Hamburg auf dem Transparenzportal Hamburg. Dieser enthält alle Objekte, die rechtskräftig nach dem Hamburger Denkmalschutzgesetz vom 5. April 2013 unter Denkmalschutz stehen (§ 6 Abs. 1 DSchG HA) oder zumindest zeitweise standen. Die Denkmalliste steht auch als PDF-Dokument zur Verfügung. Alle Denkmäler in Hammerbrook, die schon nach dem Denkmalschutzgesetz vom 3. Dezember 1973, zuletzt geändert am 27. November 2007, unter Denkmalschutz standen, sind auch auf der Liste der Kulturdenkmäler im Hamburger Bezirk Hamburg-Mitte zu finden.

## Legende
- ID: Gibt die vom Denkmalschutzamt Hamburg vergebene Objekt-ID (Identifikationsnummer) des Kulturdenkmals an, (in Klammern gegebenenfalls die Denkmalnummer nach altem Denkmalschutzgesetz).
- Adresse: Nennt den Straßennamen und, wenn vorhanden, die Hausnummer des Kulturdenkmals. Die Grundsortierung der Liste erfolgt nach dieser Adresse.
- Art: Zeigt an, ob es ein Objekt („O“) oder ein Ensemble („E“) ist.
- Datierung: Gibt die Datierung an; das Jahr der Fertigstellung bzw. den Zeitraum der Errichtung.
- Ensemble: Gibt die Nummer des Ensembles an, zu der das Objekt gehört, bzw. bei Ensembles die Nummer des Ensembles selbst.

Hinweis: Die Grundsortierung der Liste erfolgt nach der Adresse und ist alternativ nach ID, Art (Objekt oder Ensemble), Typ, Datierung, Entwurf oder Kurzbeschreibung sortierbar.

| ID           | Adresse | Art | Typ                                                              | Kurzbeschreibung | Datierung                  | Entwurf                                                                                                  | Ensemble | Bild           |
| ------------ | --- | --- | ---------------------------------------------------------------- | --- | -------------------------- | --- | -------- | -------------- |
| 30155        | Amsinckstraße o. Nr., Auf der Brandshofer Schleuse o. Nr., Banksstraße 28, o. Nr., Lippeltstraße 1, o. Nr., Stadtdeich o. Nr. (Lage) | E   |                                                                  | Großmarkthalle |                            | | 30155    | weitere Bilder |
| 14131 (1107) | Amsinckstraße o.Nr. (Lage) | O   | Großmarkt (Markthalle; u. a.)                                    | Großmarkthalle | 1958–1962                  | Bernhard Hermkes / Ulrich Finsterwalder                                                                  | 30155    |                |
| 13800        | Anckelmannsplatz o. Nr. (Lage) | O   | Bahnbrücke                                                       | | 1903–1905                  | |          |                |
| 30171        | Anton-Ree-Weg 50, Bullerdeich 12, 14 (Lage)                                                                                          | E   |                                                                  | Kraftwerk Anton-Ree-Weg / Bullerdeich |                            | | 30171    | BW             |
| 13801 (1835) | Anton-Ree-Weg 50 (Lage) | O   | Kraftwerk                                                        | | 1899–1901; u. a.           | | 30171    |                |
| 14132 (1107) | Auf der Brandshofer Schleuse o. Nr. (Lage)                                                                                           | O   | Großmarkt (Markthalle; u. a.)                                    | Großmarkthalle | 1958/62                    | Bernhard Hermkes / Ulrich Finsterwalder                                                                  | 30155    | BW             |
| 14129        | Banksstraße 28 (Lage) | O   | Großmarkt (Markthalle; u. a.)                                    | Großmarkthalle | 1958–1962                  | Bernhard Hermkes / Gerhart Becker (mit Jürgen Elingius und Gottfried Schramm sowie Ulrich Finsterwalder) | 30155    | BW             |
| 14123 (1107) | Banksstraße o.Nr. (Lage) | O   | Großmarkt (Markthalle; u. a.)                                    | Großmarkthalle | 1958–1962                  | Bernhard Hermkes / Gerhart Becker (mit Jürgen Elingius und Gottfried Schramm sowie Ulrich Finsterwalder) | 30155    | BW             |
| 13989 (600)  | Banksstraße südlich der Straße, zwischen Oberhafen und Schleusenkanal (Lage)                                                         | O   | Schleusenanlage; Kanalabschnitt                                  | Hammerbrookschleuse | 1847; 1866 (Vergrößerung)  | William Lindley / Johann Hermann Maack                                                                   | 30158    |                |
| 30158        | Banksstraße südlich der Straße, zwischen Oberhafen und Schleusenkanal (Lage)                                                         | E   |                                                                  | Hammerbrook-Schleuse Stadtdeich / Banksstraße |                            | | 30158    | BW             |
| 14157 (496)  | Banksstraße westlich von Nr. 1 (Lage)                                                                                                | O   | Bronzetafel                                                      | | 20. Jh.                    | |          |                |
| 13802 (1835) | Bullerdeich 12 (Lage) | O   | Kraftwerk                                                        | | 1899, ab                   | | 30171    | BW             |
| 13803 (1835) | Bullerdeich 14 (Lage) | O   | Kraftwerk                                                        | | 1899, ab                   | | 30171    | BW             |
| 14190        | Grüner Deich 110 (Lage) | O   | Fabrikgebäude                                                    | Quellhaus | 1958                       | Cäsar Pinnau                                                                                             |          | BW             |
| 48441        | Hammerbrookstraße o.Nr. (Lage) | E   | Bahnhof                                                          | Bahnhof Hamburg-Hammerbrook | 1978 / 1983                | Grassl Ingenieurbüro / Schramm, Pempelfort, Bassewitz, Hupertz / ARGE Bahnhof Hammerbrook                |          | weitere Bilder |
| 14189 (1909) | Hammerbrookstraße 93 (Lage) | O   | Mietfabrik                                                       | Industriehof | 1906                       | Albert Lindhorst                                                                                         |          |                |
| 14192 (1220) | Heidenkampsweg 32 (Lage) | O   | Gewerbebau                                                       | Kontorhaus Leder-Schüler | 1928                       | Fritz Höger                                                                                              |          |                |
| 30154        | Högerdamm 27, Woltmanstraße 14, 16, 18, 20, 22, 24 (Lage)                                                                            | E   |                                                                  | Högerdamm / Woltmanstraße (20 abgerissen) |                            | | 30154    |                |
| 14138        | Högerdamm 27 (Lage) | O   | Etagenhaus                                                       | | 1868                       | R. Fiedler                                                                                               | 30154    |                |
| 29218 (1246) | Hühnerposten 1, Münzstraße 1, 2 (Lage)                                                                                               | O   | Postgebäude                                                      | Zentralpostamt | 1902–1906; Umbau 1923/1927 | |          | BW             |
| 30159        | Klosterwall 13, 15, 23 (Lage) | E   |                                                                  | Blumenmarkthalle Klosterwall |                            | | 30159    | BW             |
| 14152        | Klosterwall 13, 15 (Lage) | O   | Markthalle                                                       | Blumenmarkthalle | 1913–1914                  | Baubehörde, Fritz Schumacher                                                                             | 30159    | BW             |
| 14150        | Klosterwall 23 (Lage) | O   | Markthalle                                                       | Blumenmarkthalle | 1950                       | Freie und Hansestadt Hamburg, Hochbauamt (Otto Meyer-Ottens, Havemann, Wolfgang Rudhard)                 | 30159    | BW             |
| 14155        | Lippeltstraße 1 (Lage) | O   | Bürohochhaus                                                     | | 1964–65                    | Bernhard Hermkes, Gerhart Becker (mit Fritz Leonhardt, Andrä & Partner)                                  | 30155    | BW             |
| 14130 (1107) | Lippeltstraße o. Nr. (Lage) | O   | Großmarkt (Markthalle; u. a.)                                    | Großmarkt | 1958/62                    | Bernhard Hermkes, Ulrich Finsterwalder                                                                   | 30155    | BW             |
| 30167        | Lippeltstraße o. Nr., Schleusenkanal (Lage)                                                                                          | E   |                                                                  | Bahnbrücken Schleusenkanal / Lippeltstraße |                            | | 30167    | BW             |
| 13024        | Lippeltstraße o. Nr. (Lage) | O   | Bahnbrücke                                                       | | 1913                       | Königliche Eisenbahn-Direktion Altona                                                                    | 30167    | BW             |
| 30157        | Münzplatz 1, Münzstraße 10, 11, Norderstraße 71 (Lage)                                                                               | E   |                                                                  | Münzplatz / Münzstraße / Norderstraße |                            | | 30157    | BW             |
| 14137 (1227) | Münzplatz 1 (Lage) | O   | Etagenhaus                                                       | | 1882–1883                  | | 30157    |                |
| 30156        | Münzplatz 11, Münzweg 8, Repsoldstraße 45, Rosenallee 3 (Lage)                                                                       | E   |                                                                  | Münzburg |                            | | 30156    |                |
| 14126 (1215) | Münzplatz 11 (Lage) | O   | Etagenhaus                                                       | Münzburg | 1880–1886                  | Johann Heinrich Martin Brekelbaum                                                                        | 30156    |                |
| 14140 (1227) | Münzstraße 10 (Lage) | O   | Etagenhaus                                                       | | 1882–1883                  | | 30157    |                |
| 14135 (1227) | Münzstraße 11 (Lage) | O   | Etagenhaus                                                       | | 1882–1883                  | | 30157    |                |
| 14128 (1215) | Münzweg 8 (Lage) | O   | Etagenhaus (mit gewerblich genutztem Gebäudeteil)                | Münzburg | 1880–1886                  | Johann Heinrich Martin Brekelbaum                                                                        | 30156    |                |
| 14141 (1054) | Norderstraße 46 (Lage) | O   | Gewerbebau / Wohnhaus                                            | | 1911                       | Friedrich Steineke                                                                                       |          |                |
| 14142 (1227) | Norderstraße 71 (Lage) | O   | Etagenhaus                                                       | | 1882–1883                  | | 30157    |                |
| 14134 (1215) | Repsoldstraße 45 (Lage) | O   | Etagenhaus                                                       | Münzburg | 1880–1886                  | Johann Heinrich Martin Brekelbaum                                                                        | 30156    |                |
| 14143 (1215) | Rosenallee 3 (Lage) | O   | Etagenhaus                                                       | Münzburg | 1880–1886                  | | 30156    |                |
| 14144        | Rosenallee 11 (Lage) | O   | Schulgebäude (Mädchenvolksschule)                                | Mädchenvolksschule Rosenallee | 1882–1883; 1886; 1911      | Baudeputation (Carl Johann Christian Zimmermann)                                                         |          |                |
| 13807        | Sachsenkamp, hinter Nr. 5 (Lage) | O   | Denkmal                                                          | Denkmal für Heinrich Christian Meyer jr. | 1854                       | |          |                |
| 13025        | Schleusenkanal (Lage) | O   | Bahnbrücke                                                       | | 1913                       | Königliche Eisenbahn-Direktion Altona                                                                    | 30167    | BW             |
| 29217        | Sonninstraße 24, 26, 28 (Lage) | O   | Kontorhaus                                                       | Sonninhof (ehemaliges Zentrallager der GEG) | 1914; Erweiterung 1929     | Curt Kaltofen                                                                                            |          |                |
| 30153        | Spaldingstraße 41, 43, 43a, 45, 45a, 47 (Lage)                                                                                       | E   |                                                                  | Spaldingstraße 41-47 |                            | | 30153    |                |
| 14120        | Spaldingstraße 41 (Lage) | O   | Wohnhaus (Wohnterrasse)                                          | | 1886–1887                  | Hallier & Fitschen (Eduard Hallier, Hinrich Fitschen)                                                    | 30153    |                |
| 14145        | Spaldingstraße 43 (Lage) | O   | Wohnhaus (Wohnterrasse)                                          | | 1885–1887                  | Hallier & Fitschen (Eduard Hallier, Hinrich Fitschen)                                                    | 30153    |                |
| 14153        | Spaldingstraße 43a (Lage) | O   | Wohnhaus (Wohnterrasse)                                          | | 1885–1887                  | Hallier & Fitschen (Eduard Hallier, Hinrich Fitschen)                                                    | 30153    |                |
| 14146        | Spaldingstraße 45 (Lage) | O   | Wohnhaus (Wohnterrasse)                                          | | 1885–1887                  | Hallier & Fitschen (Eduard Hallier, Hinrich Fitschen)                                                    | 30153    | BW             |
| 14154        | Spaldingstraße 45a (Lage) | O   | Wohnhaus (Wohnterrasse)                                          | | 1885–1887                  | Hallier & Fitschen (Eduard Hallier, Hinrich Fitschen)                                                    | 30153    | BW             |
| 14147        | Spaldingstraße 47 (Lage) | O   | Wohnhaus (Wohnterrasse)                                          | | 1885–1887                  | Hallier & Fitschen (Eduard Hallier, Hinrich Fitschen)                                                    | 30153    |                |
| 13806        | Spaldingstraße 218 (Lage) | O   | Kontorhaus „Weserburg“ (mit Lager, Produktions- und Werkstätten) | | 1909–1910                  | Alfred Kellermann, Otto Trauchnitz                                                                       |          |                |
| 39118        | Stadtdeich o. Nr., westlich der Hammerbrookschleuse (Lage)                                                                           | O   | Böllerstation                                                    | | um 1900                    | |          | BW             |
| 14133 (1107) | Stadtdeich o. Nr. (Lage) | O   | Großmarkt (Markthalle; u. a.)                                    | Großmarkthalle | 1958–1962                  | Bernhard Hermkes, Ulrich Finsterwalder                                                                   | 30155    | BW             |
| 13799        | Südkanal (Lage) | O   | Bahnbrücke der S-Bahn                                            | | 1901                       | |          |                |
| 29332 (1050) | Wendenstraße 130 (Lage) | O   | Fabrikanlage                                                     | Wendenstraße 130, ehem. Schokoladenfabrik, Fabrikanlage mit Kesselhaus, Schlot des Kesselhauses, Fabrikations- und Lagergebäude sowie Freiflächen und Zufahrt mit historischem Pflaster | 1908                       | |          |                |
| 13805        | Wendenstraße 147 (Lage) | O   | Speicher                                                         | Getreidespeicher „Gloria-Mehl“ | 1935                       | |          |                |
| 14191 (1729) | Wendenstraße 164, 166 (Lage) | O   | Schulgebäude                                                     | Volksschule Wendenstraße (Staatliche Handelsschule H 9) | 1929–1930                  | Fritz Schumacher                                                                                         |          | weitere Bilder |
| 14148        | Woltmanstraße 14 (Lage) | O   | Etagenhaus                                                       | | 1866–1868                  | Johann Heinrich Martin Brekelbaum                                                                        | 30154    |                |
| 14121        | Woltmanstraße 16 (Lage) | O   | Etagenhaus                                                       | | um 1865                    | | 30154    |                |
| 14122        | Woltmanstraße 18 (Lage) | O   | Etagenhaus                                                       | | um 1863                    | | 30154    |                |
| 14124        | Woltmanstraße 20 (Lage) | O   | Etagenhaus                                                       | 2016 wegen Baufälligkeit abgerissen (durch Fonds „Core Property Management“) | um 1868                    | | 30154    |                |
| 14125        | Woltmanstraße 22 (Lage) | O   | Etagenhaus                                                       | | 1868                       | R. Fiedler                                                                                               | 30154    |                |
| 14149        | Woltmanstraße 24 (Lage) | O   | Etagenhaus                                                       | | 1868                       | R. Fiedler                                                                                               | 30154    |                |
| 13804        | Zweite Ausschläger Brücke o. Nr. (Lage)                                                                                              | O   | Straßenbrücke                                                    | Zweite Ausschläger Brücke | 1903                       | |          | weitere Bilder |